# Liste der Bodendenkmale in Gleina
In der Liste der Bodendenkmale in Gleina sind alle Bodendenkmale der Gemeinde Gleina und ihrer Ortsteile aufgelistet. Grundlage ist die Veröffentlichung der Landesdenkmalliste mit Stand vom 25. Februar 2016. Die Baudenkmale sind in der Liste der Kulturdenkmale in Gleina aufgeführt.
| Denkmal-ID | Fundart             | Ortsteil | Bezeichnung                             | Zeitstellung | Lage                                                                 | Bemerkungen | Bild |
| ---------- | ------------------- | -------- | --------------------------------------- | ------------ | -------------------------------------------------------------------- | ----------- | ---- |
| 428300256  | Grabmal > Grabhügel | Gleina   | drei Hügelgräber „Gleinaer Berge“ (2+1) | Neolithikum  | 2,0 km westlich vom Ort, ein Hügel auf Dorndorfer Flur (Lage) (Lage) |             |      |